# Banovići
Banovići è un comune della Federazione di Bosnia ed Erzegovina situato nel Cantone di Tuzla con 23 431 abitanti al censimento 2013.